# خي (حرف)
خي (باليونانية: χι/χῖ)‏ هو الحرف الثاني والعشرون (22) من الأبجدية الإغريقية(لغة اليونان القديمة)، يأخذ الحرف شكلين(capital small)، الكبير (Χ) والصغير (χ).